# Romanche
Romanche – rzeka w Alpach Zachodnich, we Francji. Rozdziela grupy górskie Arvan-Villards, Grandes-Rousses i Belledonne na północy od grup Écrins i Taillefer na południu. Płynie przez departamenty Alpy Wysokie i Isère. Długość 78 km. Powierzchnia dorzecza 1220 km².
Źródła Romanche znajdują się w północno-wschodniej części grupy górskiej Écrins. Dwa główne potoki źródłowe rzeki wypływają spod lodowców Glacier du Clot des Cavales i Glacier de la Plate des Agneaux, otoczonych wysokimi szczytami grupy Écrins: Pic Gaspard (3883 m n.p.m.), la Grande Ruine (3765 m n.p.m.) i la Roche Faurio (3730 m n.p.m.). Tradycyjnie za początek rzeki przyjmuje się wypływ sporego potoku spod drugiego z tych lodowców, położony na wysokości ok. 2150 m n.p.m.
Rzeka płynie w kierunku północno-zachodnim, następnie (od La Grave) w kierunku zachodnim. Poniżej przełomu, zwanego Gorges de l'Infernet, koryto jej skręca prawie ku północy. Przecina rozległą równinę, będącą dnem dawnego jeziora przepływowego, powstałego po zakończeniu epoki lodowcowej, na której rozłożyło się miasteczko Le Bourg-d’Oisans. Następnie skręca ostro ku południowemu zachodowi i po pokonaniu kolejnego, dłuższego niż poprzednio odcinka przełomowego, uchodzi na wysokości ok. 260 m n.p.m. do rzeki Drac w miejscowości Champ-sur-Drac, niedaleko Grenoble.
Od średniowiecza Romanche napędzała na całym swoim przebiegu dziesiątki kół wodnych młynów i tartaków. W XIX w. zaczęły w ich miejsce powstawać liczne stopnie wodne, piętrzące wodę na potrzeby fabryk, a następnie elektrowni wodnych. Powyżej Gorges de l'Infernet powstało w ten sposób zaporowe jezioro Chambon.